# Мириофитска и Перистаска епархия
Мириофитската и Перистаска епархия (на гръцки: Ιερά Μητρόπολη Μυριοφύτου και Περιστάσεως) e титулярна епархия на Вселенската патриаршия. Диоцезът съществува до 1923 година със седалище в тракийския град Мириофито. От 2000 година титлата Мириофитски и Перистаски митрополит, ипертим и екзарх на Пропонтида (Ο Μυριοφύτου και Περιστάσεως, υπέρτιμος και έξαρχος Προποντίδος) се носи от Ириней.

## История
Град Перистасис, днес Шаркьой, е основан като самоска колония в VII век пр. Хр. Разположен е на брега на Мраморно море, на 190 km западно от Константинопол. Град Мириофито е разположен на 10 km североизточно от Перистасис и се споменава за пръв път в 1063 година. В XII век е създадена Перистаската епископия, подчинена на Ираклийската митрополия. По-късно катедрата е преместена в Мириофито и в XVI век тя е известна като Перистаска и Мириофитска. В XVII век името е променено на Мифиофитска и Перистаска. През януари 1909 година епископията е повишена в митрополия. След обмена на население между Гърция и Турция в 1922 година, на територията на епархията не остава православно население и епархията става титулярна.
Митрополията граничи с Ираклийската на север и запад, с Ганоската и Хорска на североизток и с Мраморно море на югоизток.

## Епископи (до януари 1909) и митрополити
| Име         | Име                              | Управление                          | Забележка                                                                  | Години      |
| ----------- | -------------------------------- | ----------------------------------- | -------------------------------------------------------------------------- | ----------- |
| Неофит II   | Νεόφυτος                         | 1795 – май 1821 †                   | обезглавен от османците                                                    | ? – 1821    |
| Серафим     | Σεραφείμ                         | 1821/2 – 16 декември 1834 †         |                                                                            | ? – 1834    |
| Неофит III  | Νεόφυτος                         | преди 1838 – 1863 †                 |                                                                            | ? – 1863    |
| Григорий I  | Γρηγόριος Γρηγόριος              | 17 февруари 1864 – 3 ноември 1881 † |                                                                            | ? – 1881    |
| Григорий II | Γρηγόριος Φωτεινός               | 17 февруари 1882 - 28 февруари 1891 | от сионски т.е. (23 март 1881), подал оставка, 6 февруари 1900 †           | 1811 – 1900 |
| Никодим II  | Νικόδημος Ανδρέου Κομνηνός       | 17 март 1891 - април 1894           | подал оставка, по-късно воденски м.                                        | 1857 – 1935 |
| Константин  | Κωνσταντίνος Αποστόλου Βαλιούλης | 15 юли 1895 - 2 декември 1899       | уволнен, по-късно ганоски м.                                               | ? – 1912    |
| Смарагд     | Σμάραγδος Χατζηευσταθίου         | 22 февруари 1900 - 21 февруари 1908 | в мъгленски м.                                                             | 1871 – 1928 |
| Филотей     | Φιλόθεος Μιχαηλίδης              | 11 март 1908 - 15 февруари 1916 †   | от хариуполски т.е. (13 февруари 1903), станал митрополит през януари 1909 | ? – 1916    |
| Софроний    | Σωφρόνιος Σταμούλης              | 5 март 1917 – 22 май 1923           | по-късно мириофитски м., уволнен                                           | 1875 – 1960 |
| Калиник II  | Καλλίνικος Λαμπρινίδης           | 22 май 1923 - 15 април 1924         | от кринийски м., в кринийски м.                                            | 1881 – 1957 |
| Софроний    | Σωφρόνιος Σταμούλης              | 15 април 1924 - 7 октомври 1924     | по-рано мириофитски м., в берски м.                                        | 1875 – 1960 |
| Ириней      | Ειρηναίος Ιωαννίδης              | 4 септември 2000 -                  | от евдокийски т.е.                                                         | 1951 -      |